# إيفا ليزا ليونغ
إيفا ليزا ليونغ (بالإنجليزية: Eva Lisa Ljung) هي متسابقة ملكة الجمال وعارضة موريشيوسية، ولدت في 13 يوليو 1970 في مالمو في السويد.